# Oskar Jezior
Oskar Jezior (ur. 1985, Warszawa) – polski pianista i skrzypek, kompozytor i wykonawca muzyki poważnej i filmowej, scenarzysta i montażysta filmów dokumentalnych, nominowany do Fryderyka 2020. Wychowywał się w Bremie w Niemczech, gdzie został najmłodszym uczniem Hochschule für Künste. W 2006 roku Polskie Nagrania wydały debiutancką płytę Jeziora z sonatami fortepianowymi Ludwiga van Beethovena. W 2012 roku ukończył kurs w Juilliard School w Nowym Jorku u profesora Matti Raekallio na fortepianie (w czasie tej nauki wygrał konkurs pianistyczny im. Giny Bachauer 2011).

## Dyskografia
Albumy
| Tytuł                                                           | Dane dot. albumu                                     |
| --------------------------------------------------------------- | ---------------------------------------------------- |
| Ludwig van Beethoven: Klaviersonaten/Piano Sonatas              | - Data: 3 listopada 2006 - Wydawca: Polskie Nagrania |
| Małgorzata Walewska, Oskar Jezior – Szymanowski, Wagner - Songs | - Data: 29 stycznia 2008 - Wydawca: Dux              |
| Szymon Komasa, Oskar Jezior – Polish Love Story                 | - Data: 8 lutego 2019 - Wydawca: Warner Music Poland |

## Filmografia
Opracowano na podstawie materiału źródłowego.
- 2008: Ja Wam to zagram
- 2011: Ida Haendel. Wiem, skąd jestem
- 2014: Der erste Tag